# Caribou (musicien)
Pour les articles homonymes, voir Caribou (homonymie), Daphni et Snaith.
Daniel V. Snaith, dit Caribou, est un musicien de musique électronique canadien, né en 1978 à London en Ontario. Il a d'abord utilisé le pseudonyme Manitoba et il officie également sous le nom de Daphni pour ses morceaux et remix plus techno.
Daniel V. Snaith a grandi à Dundas, en Ontario et a étudié les mathématiques à l'Université de Toronto et à Imperial College London. Il est le fils de Victor Snaith, professeur de mathématiques à l'Université de Sheffield, et le frère de Nina Snaith, professeur de mathématiques à l'Université de Bristol.

## Carrière
Daniel V. Snaith enregistrait auparavant sous le nom de scène le Manitoba, mais change son nom en 2004 sous la menace d'un procès aux États-Unis  par Richard Handsome Dick Manitoba, le nom de scène de Richard Blum, le chanteur de The Dictators. C'est sous son nouveau nom de Caribou qu'il sort en 2005 son premier album chez Domino : The Milk of Human Kindness. S'en suivra Andorra en 2007, récompensé par le Prix de musique Polaris 2008, Swim en 2010 et Our Love en 2014. Chacun de ses opus remportera un succès critique certain, mais c'est avec Our Love que sa renommée dépassera un cercle plus restreint pour toucher un public plus large, sous les lauriers des critiques.
Snaith se produit d'habitude en concert avec un groupe, assumant souvent le rôle de percussionniste. Actuellement, l'orchestre de Snaith est composé de Ryan Smith, Brad Weber et John Schmersal et de lui-même. L'ancien bassiste Andy Lloyd joue maintenant avec les Born Ruffians et l'ancien batteur Peter Mitton est maintenant producteur pour la radio CBC.
Les sets incluent souvent des projections vidéo complexes sur un grand écran, dont un DVD est sorti en novembre 2005.
En guise de remerciements pour son public, il diffuse en janvier 2015 une playlist de 1 000 titres.
Son huitième album, Honey, est nommé pour le prix de musique Polaris 2025.

## Discographie

### Sous le nom de Manitoba
- 2001 : Start Breaking My Heart
- 2003 : Up in Flames

### Sous le nom de Caribou
- 2005 : The Milk of Human Kindness
- 2007 : Andorra
- 2010 : Swim
- 2014 : Our Love
- 2020 : Suddenly
- 2024 : Honey

### Sous le nom de Daphni
- 2012 : Jiaolong
- 2017 : Joli Mai
- 2019 : Sizzling
- 2022 : Cherry

## Liens  externes
- Site officiel
- Ressources relatives à la musique :   - AllMusic
  - Bandcamp
  - Discogs
  - Last.fm
  - MusicBrainz
  - Rate Your Music
  - Songkick
  - SoundCloud
- Ressource relative à plusieurs domaines :   - Radio France
- Ressource relative à l'audiovisuel :   - IMDb
- Notices d'autorité :   - VIAF
  - ISNI
  - BnF (données)
  - LCCN
  - GND
  - WorldCat